# PRNP
PRNP (بروتين البريون) هو جين بشري يُشفر بروتين البريون الرئيسي (البروتين المقاوم للبروتياز PrP) ويعرف كذلك بكتلة التمايز 230 (CD230). يُعبر عن هذا البروتين بشكل رئيسي في الجهاز العصبي لكنه يظهر كذلك في العديد من أنسجة الجسم الأخرى.
يمكن أن يتواجد هذا البروتين على عدة نظائر، النظير الطبيعي PrPC والهيئات المقاومة للبروتياز PrPRes مثل الهيئة المسببة لمرض الراعوش والنظير المتواجد في المتقدرات. النظير المتطوي بشكل خاطئ له علاقة بمجموعة من الاضطرابات الإدراكية وأمراض التحلل العصبي مثل الأمراض الحيوانية: راعوش الغنم، جنون البقر، اعتلال الدماغ الإسفنجي السنوري، اعتلال الدماغ المنكي القابل للانتقال (TME) الاعتلال الدماغي الحافري خارجي المنشأ (EUE)، مرض الهزال المزمن الذي يصيب الأيل. ولدى البشر: مرض كروتزفيلد جاكوب، الأرق الوراثي المميت، داء غيرستمان-ستراوس، كورو ومرض جاكوب كروتزفلد المتغير.

## الجين
يقع جين PRNP البشري على الذراع القصيرة (p) للكروموسوم 20 بين نهاية (نهاية) الذراع والموضع 13، من زوج القاعدة 4615.068 إلى زوج القاعدة 4630.233.

## البنية
يتم الحفاظ على PRP بشكل كبير من خلال الثدييات، ما يضفي مصداقية على تطبيق الاستنتاجات من حيوانات الاختبار مثل الفئران. المقارنة بين الرئيسيات متشابهة بشكل خاص، حيث تتراوح بين 92.9-99.6٪ تشابه في تسلسل الأحماض الأمينية. يتكون هيكل البروتين البشري من مجال كروي به ثلاث حلزونات ألفا ورقاقة β ثنائية الشريطة مضادة للتوازي وذيل طرفي NH2 وذيل قصير COOH طرفي. مرساة غشاء  غليكوفسفاتيديلينيوسيتول (GPI) في COOH-terminal- الحبال PRP لأغشية الخلايا، وهذا يثبت أنه جزء لا يتجزأ من نقل التغيير التوافقي؛ لا يتأثر بروتين PRP المُفرز الذي يفتقر إلى مكون المرساة بالشكل الإسوي المعدي.
التسلسل الأساسي لـ PrP هو 253 من الأحماض الأمينية قبل فترة طويلة من التعديل اللاحق للترجمة. تزال متواليات الإشارات في النهايات الطرفية الأمينية والكربوكسية بعد الترجمة، ما ينتج عنه طول ناضج قدره 208 من الأحماض الأمينية. بالنسبة للهامستر البشري والذهبي، يوجد موقعان غليكوزيلاتي على الحلزونات 2 و3 في Asn181 وAsn197. يحتوي Murine PrP على مواقع ارتباط بالغليكوزيل مثل Asn180 وAsn196. توجد رابطة ثاني كبريتيد بين Cys179 من اللولب الثاني وCys214 من اللولب الثالث (ترقيم PrPC البشري).
يحتوي RNA المرسال على بنية (prion pseudoknot) أو عقدة بريونية كاذبة والتي يُعتقد أنها تشارك في تنظيم ترجمة بروتين PRP.

### ربط الجزيئات
من المفترض أن تكون آلية التحويل المطابق إلى الشكل الأيسومري للإسكرابيه (مرض سكاربي) عبارة عن بروتين يرتبط بالجزيئات، ولكن حتى الآن، لم يحدد مثل هذا المركب. ومع ذلك، فقد طور مجموعة كبيرة من الأبحاث حول المرشحين وتفاعلهم مع PRPC.
تأكدت روابط النحاس والزنك والمنغنيز والنيكل التي ترتبط بمنطقة الثماني الثماني. يتسبب ربط يجند في تغيير تكوين مع تأثير غير معروف. ارتبطت آلية ربط المعادن الثقيلة في PrP بمقاومة الإجهاد التأكسدي الناتج عن سمية المعادن الثقيلة.

### الشكل الأيسومري PRPC (الخلوي الطبيعي)
على الرغم من أن الوظيفة الدقيقة لـ PrP غير معروفة حتى الآن، فمن المحتمل أنها تشارك في نقل النحاس الأيوني إلى الخلايا من البيئة المحيطة. اقترح الباحثون أيضًا أدوارًا لـ PRP في إشارات الخلية أو في تكوين نقاط الاشتباك العصبي. يعلق PrPC على السطح الخارجي لغشاء الخلية بواسطة مرساة غليكوفسفاتيديلينيوسيتول في C-terminal Ser231.
يحتوي بروتين البريون على خمسة تكرارات من ثماني الببتيد مع تسلسل PHGGGWGQ (على الرغم من أن التكرار الأول يحتوي على تسلسل معدّل قليلًا ونقص الهيستيدين PQGGGGWGQ). يُعتقد أن هذا يولد مجالًا مرتبطًا بالنحاس عبر ذرات النيتروجين في سلاسل جانبية هيستيدين إيميدازول ونتروجين أميد منزوع البروتونات من الجليسين الثاني والثالث في التكرار. وبالتالي، فإن القدرة على ربط النحاس تعتمد على الرقم الهيدروجيني. يُظهر الرنين المغناطيسي النووي نتائج ربط النحاس في تغيير تكوين عند الطرف N.